# Melbourne City FC (Frauenfußball)
Das Team Melbourne City Women ist die Frauenfußballabteilung des Melbourne City FC und spielt in der höchsten australischen Frauenfußballliga, der W-League. Der Verein hat seinen Sitz in Melbourne, Victoria, und wurde im Jahr 2015 gegründet.

## Geschichte
Im Mai 2015 gab der Verein bekannt, zur Saison 2015/16 der W-League erstmals eine Frauenmannschaft zu melden. Joe Montemurro wurde zum ersten Cheftrainer, die ehemalige Nationalspielerin Louisa Bisby zur Teammanagerin ernannt. Erste Verpflichtung wurde die Nationalspielerin und WM-Teilnehmerin Lisa De Vanna.

## Erfolge
- Australischer Meister 2016, 2017

## Bekannte Spielerinnen
- Laura Alleway
- Stephanie Catley
- Larissa Crummer
- Jessica Fishlock
- Kim Little
- Rebekah Stott
- Lisa De Vanna